# Frieden, Arbeit, Kultur und Transparenz

Frieden, Arbeit, Kultur und Transparenz (FAKT) (en français : Paix, travail, culture et transparence) est un parti politique allemand créé par Jamal Karsli le 29 juin 2003 après son départ forcé du groupe parlementaire FDP au parlement du Land de Rhénanie-du-Nord-Westphalie, à la suite d'un scandale déclenché par ses prises de positions sur la situation au proche-orient. FAKT vise particulièrement les allemands issus de l'immigration et prend régulièrement position sur des thèmes comme l'intégration, l'entrée de la Turquie dans l'Union européenne et le conflit israélo-palestinien. Karsli est le chef du parti et son seul élu. FAKT s'est depuis sa création présenté sans succès à des élections communales mais n'a pas réussi à réunir un nombre suffisant de signatures de soutien pour présenter une liste aux élections européennes. Jamal Karsli et FAKT ont disparu du Landtag de Rhénanie-du-Nord-Westphalie aux élections de mai 2005.